# Dieter Schlenstedt

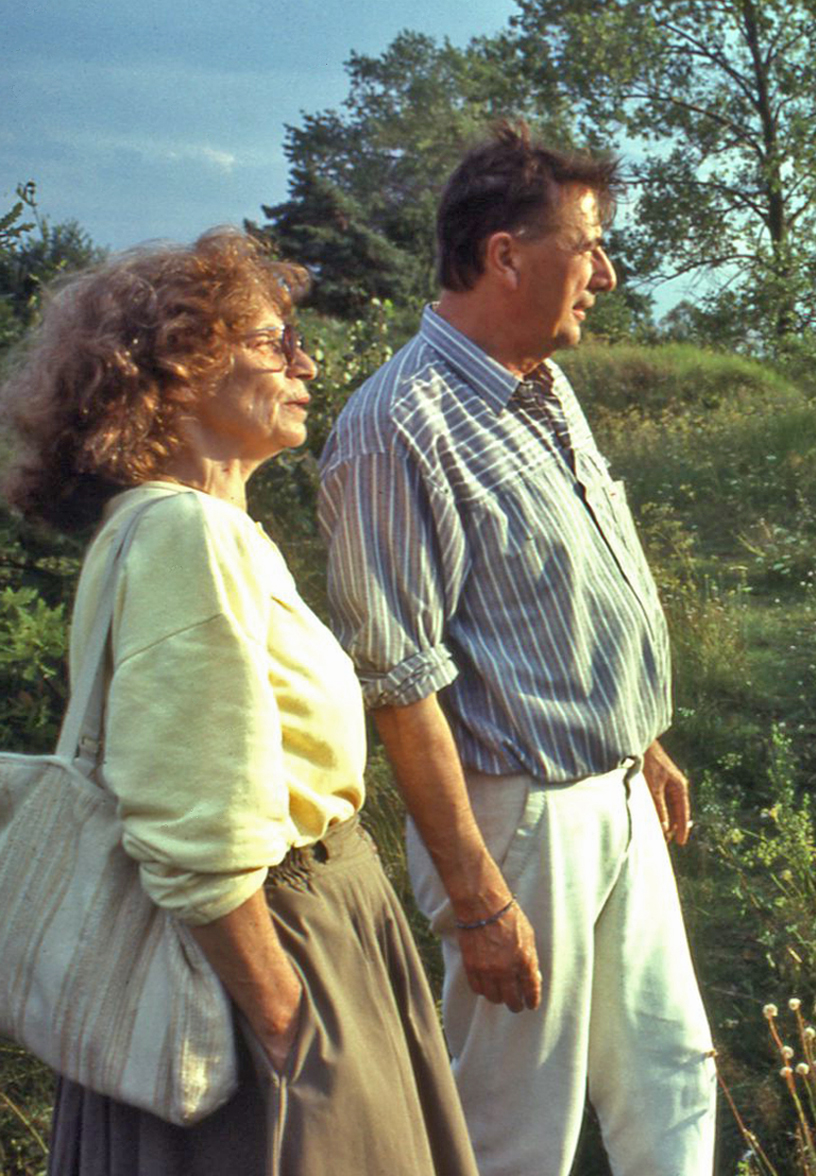
Dieter und Silvia Schlenstedt 1993 auf Usedom

Dieter Schlenstedt (* 30. August 1932 in Blankenburg (Harz); † 27. Mai 2012 in Berlin) war ein deutscher Literaturwissenschaftler.

## Leben
Schlenstedt studierte von 1951 bis 1955 Germanistik. Danach war er Dozent der Arbeiter-und-Bauern-Fakultät an der Humboldt-Universität zu Berlin. Zwischen 1963 und 1966 arbeitete Schlenstedt als Redakteur der Literaturzeitschrift Weimarer Beiträge. Von 1966 an war er wissenschaftlicher Mitarbeiter am Zentralinstitut für Literaturgeschichte der Akademie der Wissenschaften der DDR, die 1991 „abgewickelt“ wurde. 1991 wurde er zum letzten Präsidenten des P.E.N.-Zentrums (Ost) gewählt und war danach Mitglied des PEN-Zentrums Deutschland.
Schlenstedt promovierte 1967 an der Humboldt-Universität Berlin zum Thema „Emotion und Bild: Theoretische Aspekte ihrer Grundbeziehungen im bürgerlichen Gedicht nach 1945“. 1976 wurde er zum Professor berufen. 1988 war er Gastprofessor an der Universität Siegen, 1989 an der University of Massachusetts Amherst, 1993 an der University of Wisconsin–Madison.
Dieter Schlenstedt lebte in Berlin-Köpenick. Er war verheiratet mit Silvia Schlenstedt, geborene Pollatschek.